# Corzetti

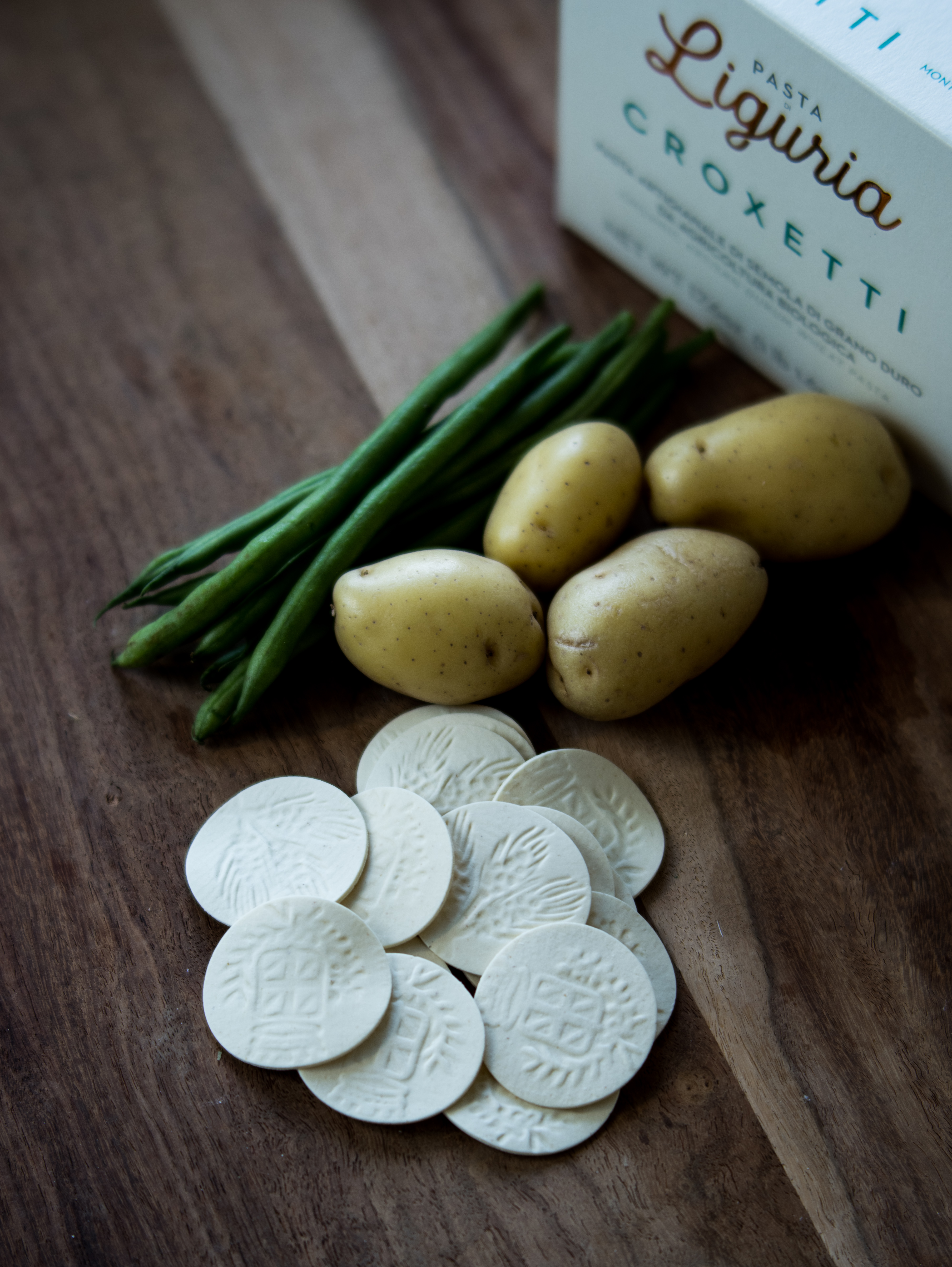
Corzetti mit Kartoffeln und Bohnen, den Zutaten für Pasta Liguria

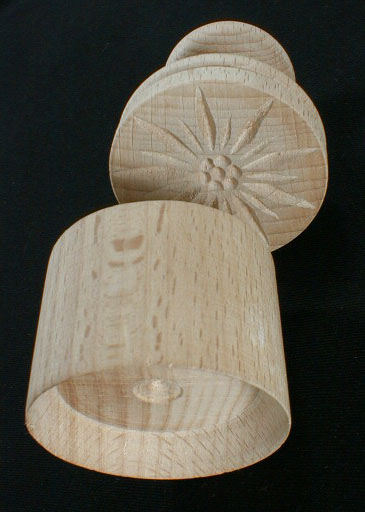
Holzwerkzeug zur Herstellung von Corzetti

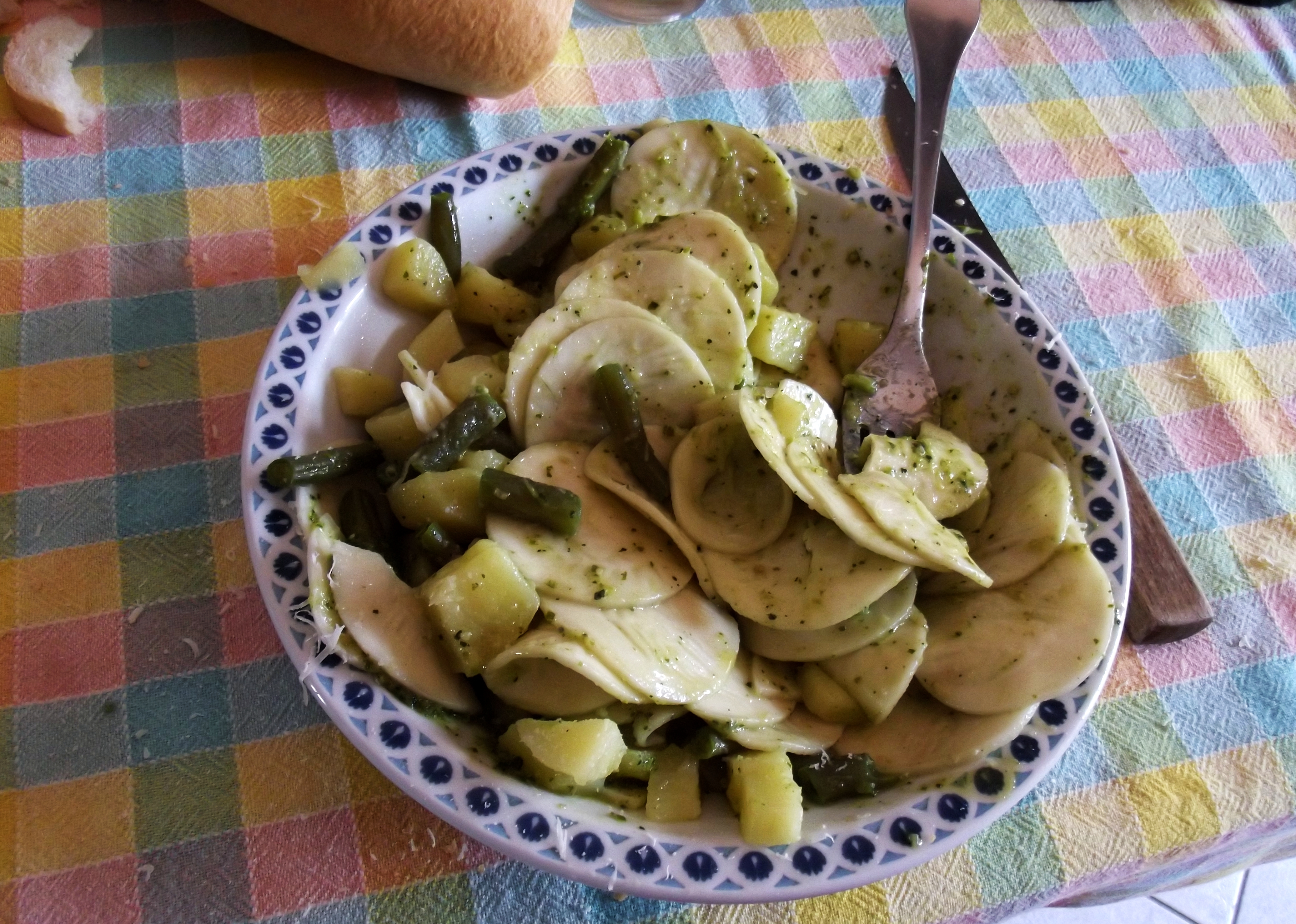
Pastagericht mit Corzetti

Corzetti (auch: Croxetti) sind eine Pastasorte aus der Ligurischen Küche.
Corzetti gibt es in zwei Ausprägungen. Corzetti stampati sind runde flache Nudelteigtaler, die auf beiden Seiten ein geprägtes Ornament zeigen. Sie haben einen Durchmesser von etwa vier Zentimeter. Neben der industriellen Fertigung werden Corzetti auch mit den traditionellen Werkzeugen aus Oliven- oder Birnbaumholz hergestellt. Diese Stempel werden sowohl zum Ausstanzen als auch zum Prägen der Pasta verwendet. Sie zeigen auf einer Seite häufig ein regionales Wappen oder ein Zeichen des Herstellers. Die andere Seite ist in der Regel einfacher gestaltet, typisch sind Zeichen wie ein Kreuz, ein Mörser oder ein Sonnenuntergang.
Eine besondere Form der Corzetti sind die Corzetti alla polceverasca aus dem Val Polcevera, bei denen der Taler von Hand geformt und dann wie eine Acht gedreht wird.
Der Pastateig wird aus Mehl, Wasser und Salz gefertigt, es finden sich aber auch Rezepte mit Ei. Corzetti werden auf ligurische Art mit Kartoffeln, Bohnen und Pesto zubereitet oder mit einer Nusssauce serviert.